# Helena Rosendahl Bach
Helena Rosendahl Bach (* 12. Juni 2000 in Holstebro) ist eine dänische Schwimmerin. Sie gewann bis 2024 bei Weltmeisterschaften eine Silbermedaille. Bei Europameisterschaften erschwamm sie je einmal Gold, Silber und Bronze auf der 50-Meter-Bahn und zweimal Silber auf der 25-Meter-Bahn.

## Sportliche Karriere
Helena Rosendahl Bach gewann bei den dänischen Landesmeisterschaften 2018 die Titel über 400 Meter und 1500 Meter Freistil. Bei den Europameisterschaften in Glasgow erreichte sie bei vier Starts kein Einzelfinale. Die dänische 4-mal-200-Meter-Freistilstaffel mit Laura Glerup Jensen, Signe Bro, Emily Gantriis und Helena Rosendahl Bach belegte den siebten Platz. 2019 gewann Bach sieben dänische Meistertitel auf der 50-Meter-Bahn. Sie siegte über 200 Meter bis 1500 Meter Freistil, über 100 und 200 Meter Schmetterling und über 400 Meter Lagen. Im Dezember bei den Kurzbahneuropameisterschaften 2019 in Glasgow erreichte sie das Finale über 200 Meter Schmetterling und belegte den fünften Platz mit über einer Sekunde Rückstand auf die Medaillenränge.
Wegen der COVID-19-Pandemie wurden die für 2020 geplanten Meisterschaften nach 2021 verschoben. Bei den Europameisterschaften in Budapest im Mai 2021 belegte Bach sowohl mit der 4-mal-200-Meter-Mixed-Freistilstaffel als auch mit der 4-mal-200-Meter-Freistilstaffel den fünften Platz. Über 200 Meter Schmetterling wurde sie Vierte mit 0,34 Sekunden Abstand zur drittplatzierten Russin Swetlana Tschimrowa und 0,02 Sekunden Vorsprung auf die fünftplatzierte Italienerin Ilaria Cusinato. Bei ihrem zweiten Einzelstart über 400 Meter Freistil verpasste sie als Vorlaufneunte die Finalteilnahme um über eine Sekunde. Zwei Monate später bei den Olympischen Spielen in Tokio fanden zunächst die Vorläufe über 1500 Meter Freistil statt. Bach wurde 25. unter 33 Starterinnen. Über 200 Meter Schmetterling erreichten alle 16 Starterinnen das Halbfinale. Bach war Vorlaufzehnte und schied im Halbfinale als Zwölfte aus. Im November 2021 fanden die Kurzbahneuropameisterschaften in Kasan statt. Über 200 Meter Schmetterling siegte die Russin Tschimrowa mit 0,05 Sekunden Vorsprung vor Bach, die ihrerseits 0,41 Sekunden vor der Italienerin Ilaria Bianchi anschlug. Über 400 Meter Freistil wurde Bach in Kasan Achte.
Nachdem Bach bei den Weltmeisterschaften 2022 in Budapest über 400 Meter Freistil als 21. der Vorläufe ausgeschieden war, erreichte sie über 200 Meter Schmetterling den Endlauf und belegte den siebten Platz. Wegen der zahlreichen Verschiebungen im internationalen Terminkalender fanden die Europameisterschaften in Rom zwei Monate nach den Weltmeisterschaften statt. Bach schied über 100 Meter Schmetterling als Zwölfte im Halbfinale aus. Über 200 Meter Schmetterling gewann die Bosnierin Lana Pudar mit einer halben Sekunde Vorsprung vor der Dänin, eine weitere halbe Sekunde dahinter wurde Ilaria Cusinato Dritte. Ende des Jahres bei den Kurzbahnweltmeisterschaften 2022 in Melbourne konnte sich Bach nur über 200 Meter Schmetterling für das Finale qualifizieren. Sie wurde Vierte mit einer halben Sekunde Rückstand auf die Australierin Elizabeth Dekkers auf dem dritten Rang.
Auch bei den Weltmeisterschaften 2023 in Fukuoka schwamm Bach nur über 200 Meter Schmetterling ins Finale. 0,57 Sekunden hinter der drittplatzierten Regan Smith aus den Vereinigten Staaten schlug Bach zeitgleich mit der Japanerin Airi Mitsui als Fünfte an. Ende des Jahres bei den Kurzbahneuropameisterschaften in Otopeni gewann die Deutsche Angelina Köhler über 200 Meter Schmetterling mit einer halben Sekunde Vorsprung vor Bach, Lana Pudar wurde mit 0,69 Sekunden Rückstand auf Bach Dritte. Über 400 Meter Freistil belegte Bach den vierten Platz, hatte aber über zwei Sekunden Rückstand auf die Medaillenränge.
Im Februar 2024 bei den Weltmeisterschaften in Doha verpasste Bach als Halbfinalneunte über 100 Meter Schmetterling den Finaleinzug um eine Zehntelsekunde. Über 200 Meter Schmetterling schwamm sie in Vorlauf und Halbfinale jeweils die schnellste Zeit. Im Endlauf siegte die Britin Laura Stephens mit 0,09 Sekunden Vorsprung vor Bach, mit Pudar wurde eine weitere Europäerin Dritte. Vier Monate später bei den Europameisterschaften in Belgrad wurde Bach über 100 Meter Schmetterling Vierte mit 0,21 Sekunden Rückstand auf die drittplatzierte Schwedin Sara Junevik. Über 200 Meter Schmetterling siegte Bach mit 0,27 Sekunden Vorsprung vor Lana Pudar. In der 4-mal-100-Meter-Lagenstaffel schwammen im Vorlauf Schastine Tabor, Clara Rybak-Andersen, Elisabeth Sabroe Ebbesen und Julie Kepp Jensen. Im Finale waren Tabor, Rybak-Andersen, Bach und Jensen vier Sekunden schneller als die Vorlaufstaffel und erkämpften Bronze hinter den Polinnen und den Ungarinnen. Bei den Olympischen Spielen in Paris schied Rosendahl Bach im Vorlauf über 100 Meter Schmetterling aus. Über 200 Meter Schmetterling erreichte sie das Finale und wurde Vierte mit über zwei Sekunden Rückstand auf die Medaillenränge.Achte.